# Bjørg Gaselle
Bjørg Gaselle, pseudonym för Bjørg de Chantenay, född Bjørg Gjendal 9 april 1923 i Bergen, död 18 mars 2008 i Spanien, var en norsk författare och manusförfattare.
Gaselle skrev flickböcker och debuterade 1949 med Mette-Marit på ballettskolen. De följande tio åren gav hon ut femton böcker, alla med Mette-Marit som huvudperson. Böckerna blev framgångsrika och utgavs på nytt 2001. Sju av hennes böcker översattes till svenska 1955–1959. Hon skrev också manus till filmen Vi vil skilles (1952) som regisserades av hennes dåvarande make Nils R. Müller.
Hon hade två mindre roller i filmerna Svendsen går videre (1949) och Vi vil skilles (1952).

## Filmografi
Manus
- 1952 – Vi vil skilles

Roller
- 1949 – Svendsen går videre
- 1952 – Vi vil skilles